# Joseph Coiny
Joseph Coiny, né le 3 septembre 1795 à Paris et mort le 1er août 1829 dans la même ville, est un graveur français.

## Biographie
Joseph Coiny naît le 3 septembre 1795 à Paris. Il est le fils du graveur Jacques Joseph Coiny, avec qui il fait ses premières études, puis devient l'élève de Gounod et de Bervic. 
Il remporte le prix de Rome en gravure en 1816,.
Parmi ses œuvres, on peut citer la Création d'Eve, d'après Michel-Ange, et de nombreux portraits.

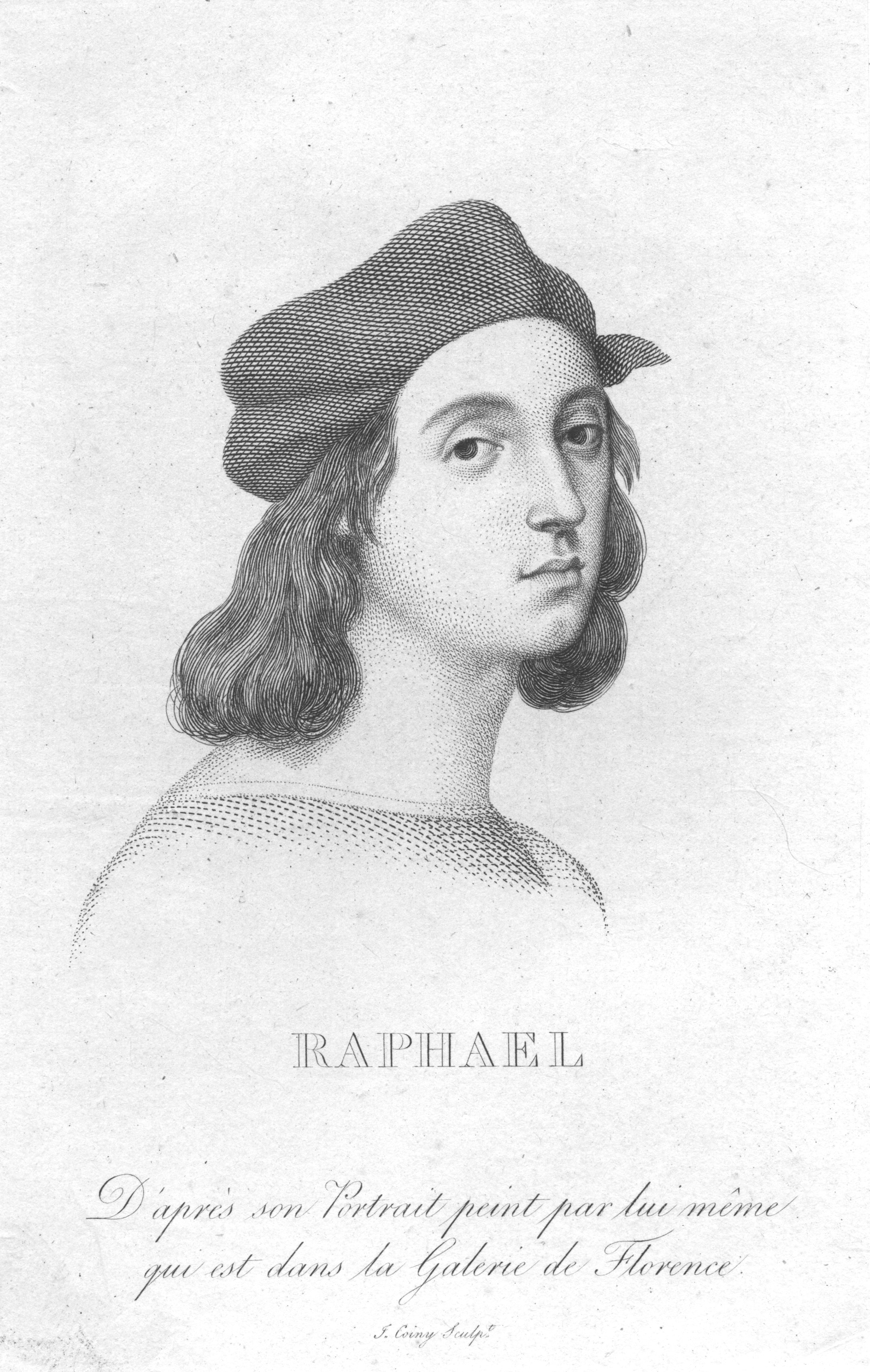
Portrait de Raphaël, d'après Raphaël.

Joseph Coiny meurt le 1er août 1829 dans sa ville natale.